# Grange Hill (Durham)
Grange Hill – wieś w Anglii, w hrabstwie Durham. Leży 14 km na południe od miasta Durham i 364 km na północ od Londynu.